# Höhnchen (Much)
Höhnchen ist ein Ortsteil der Gemeinde Much im nordrhein-westfälischen Rhein-Sieg-Kreis. 

## Lage
Höhnchen liegt im Oberlauf des Hohner Baches auf den Hängen des Bergischen Landes. Nachbarorte sind Hohn im Norden, Engeld im Osten und Wohlfarth im Südwesten. Köbach ist über die Landesstraße 352 erreichbar.

## Einwohner
1901 hatte das Gehöft 14 Einwohner. Hier lebten die Familien Ackerer Wilhelm Eischeid, Ackerin Witwe P. J. Löbach und Ackerer Peter Josef Müller.